# Le Raincy
Le Raincy ist eine französische Gemeinde mit 14.778 Einwohnern (Stand 1. Januar 2022) im Département Seine-Saint-Denis in der Region Île-de-France. Sie ist Verwaltungssitz des Arrondissements Le Raincy und des Kantons Villemomble. Die Einwohner werden Raincéens genannt.

## Geographie

### Lage
Le Raincy liegt etwa 13 Kilometer (Luftlinie) ostnordöstlich vom Zentrum der französischen Hauptstadt Paris.

### Nachbargemeinden
- im Nordwesten: Livry-Gargan
- im Nordosten: Clichy-sous-Bois
- im Südosten: Gagny
- im Süden: Villemomble
- im Westen: Les Pavillons-sous-Bois

### Verkehrswege
- Autoroute A3 (Gagny / Villemomble / Le Raincy)
- RER: An der Linie RER E besteht die Haltestelle Le Raincy–Villemomble–Montfermeil

## Geschichte
Le Raincy befindet sich im Zentrum des Pays d'Aulnoye. Der Ort hieß früher Les Rincis, was Steinbruch bedeutet; dieser Steinbruch lag im Forêt de Bondy und befand sich seit 1130 im Besitz der Abtei Tyron (Bistum Chartres).
1639 wurde das Klostergut eines ehemaligen Priorats von Jacquer Bordier (1585–1660) gekauft, dem Finanzminister Ludwigs XIII., der hier 1640 von Louis Le Vau ein prachtvolles frühbarockes Schloss, das Château du Raincy, erbauen ließ. Er erhielt die Genehmigung, den weitläufigen Park vom Waldgebiet von Bondy abzuteilen, das ihm ebenfalls gehörte. André Le Nôtre gestaltete den Park, Charles Le Brun und zahlreiche bekannte Künstler das Innere. Die enormen Kosten von 4.500.000 Livres ruinierten Bordiers Finanzen. 1663 verkaufte sein Sohn das Schloss mit Ländereien an Anna Gonzaga, deren Tochter Anna Henriette von Pfalz-Simmern es 1684 erbte. König Ludwig XIV., der bereits als Kind mit seiner Mutter das Eröffnungsfest Bordiers besucht hatte, wurde wiederholt im Schloss empfangen; auch Zar Peter der Große war hier zu Gast, Molière gab eine Aufführung von Tartuffe. 1694 erwarb der spätere Lieutenant-général Louis II. Sanguin, Marquis de Livry (1679–1741), den Besitz. 1669 kaufte Louis Philippe I. de Bourbon, duc d’Orléans, das Gut für 1.000.000 Francs. Er legte einen Englischen Landschaftsgarten an und ließ ein Aquädukt erbauen, um die Fontänen und Kaskaden zu speisen. Sein Sohn und Erbe Louis-Philippe, später bekannt als Philippe Égalité, ließ den Park von Thomas Blaikie überarbeiten. Während der Französischen Revolution wurde das Schloss geplündert und konfisziert. Danach erwarb es ein Enkel des früheren Besitzers Sanguin de Livry, der hier große Feste gab. Anschließend ging es durch mehrere Hände, 1812 erwarb es Napoleon, der es jedoch verfallen ließ. Nach zwischenzeitlicher Besetzung durch preußische Truppen wurde das Schloss 1819 abgerissen.
Die Ländereien kamen während der Restauration an Philippe Égalités Sohn, den späteren König Louis-Philippe I., der sie als Jagdgebiet nutzte und in den erhaltenen Nebengebäuden logierte. Er verbrachte hier den 30. Juli, den Tag der erfolgreichen Julirevolution von 1830, die ihn auf den Thron brachte. Während der Februarrevolution 1848 wurde das Gut in Staatsbesitz überführt. Der Park wurde aufgesiedelt und 1869 die Gemeinde Le Raincy gegründet.
| Bevölkerungsentwicklung | Bevölkerungsentwicklung | Bevölkerungsentwicklung | Bevölkerungsentwicklung | Bevölkerungsentwicklung | Bevölkerungsentwicklung | Bevölkerungsentwicklung | Bevölkerungsentwicklung | Bevölkerungsentwicklung | Bevölkerungsentwicklung |
| ----------------------- | ----------------------- | ----------------------- | ----------------------- | ----------------------- | ----------------------- | ----------------------- | ----------------------- | ----------------------- | ----------------------- |
| Jahr                    | 1962                    | 1968                    | 1975                    | 1982                    | 1990                    | 1999                    | 2006                    | 2018                    |                         |
| Einwohner               | 14.908                  | 14.224                  | 13.767                  | 13.187                  | 13.478                  | 12.961                  | 14.130                  | 14.708                  |                         |

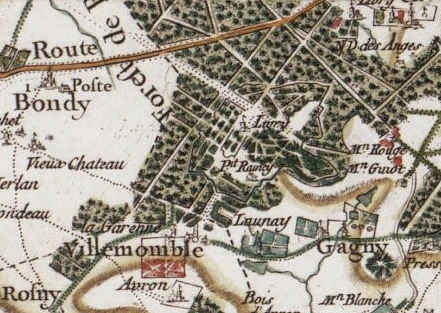
Le Raincy um 1780 (Cassini)
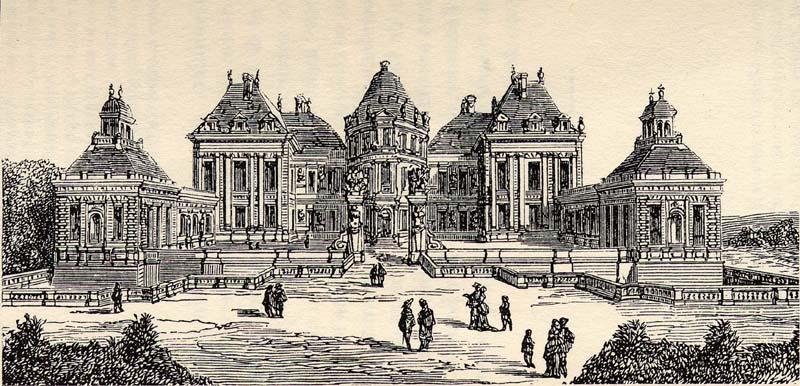
Château du Raincy
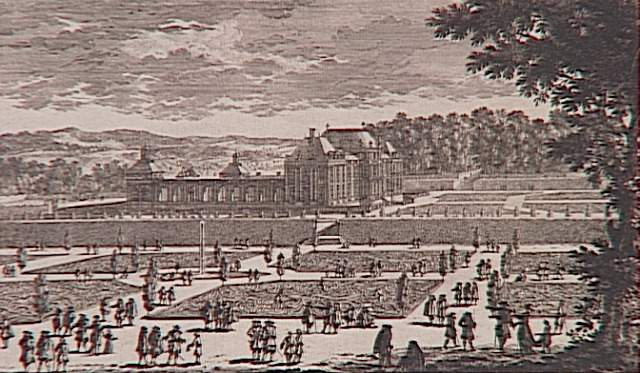
Château du Raincy
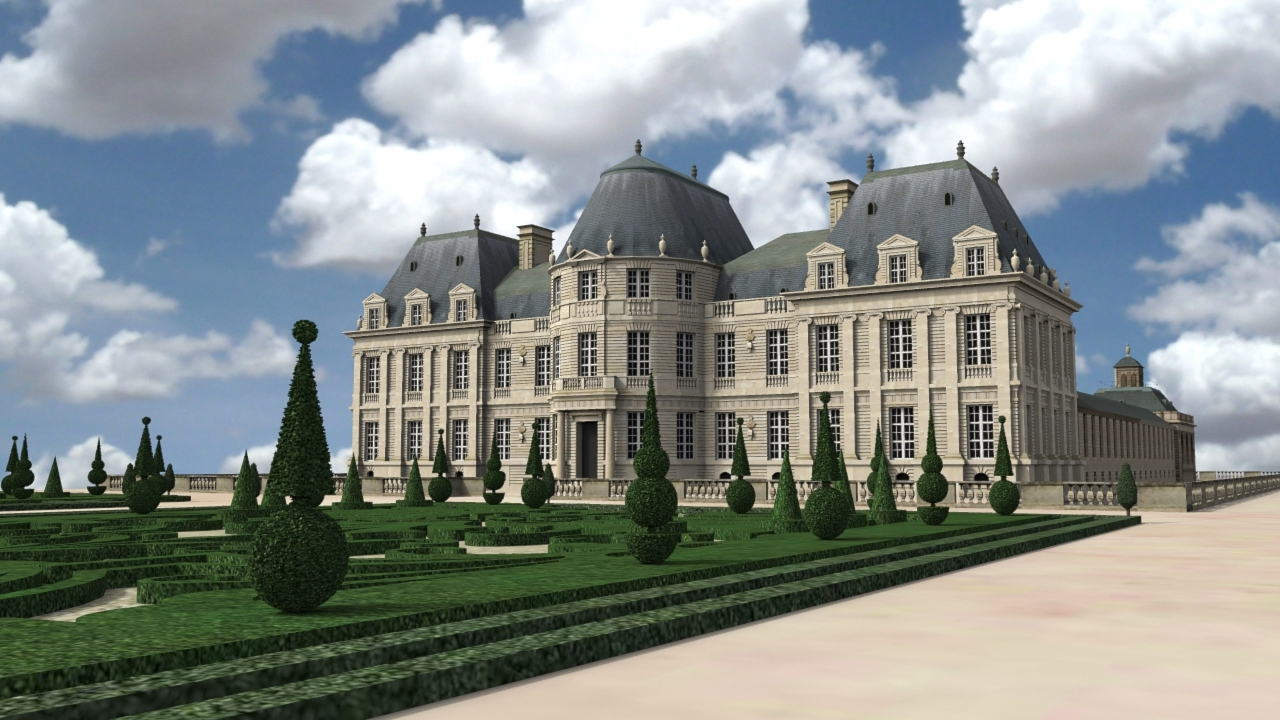
Château du Raincy (digitale Rekonstruktion)

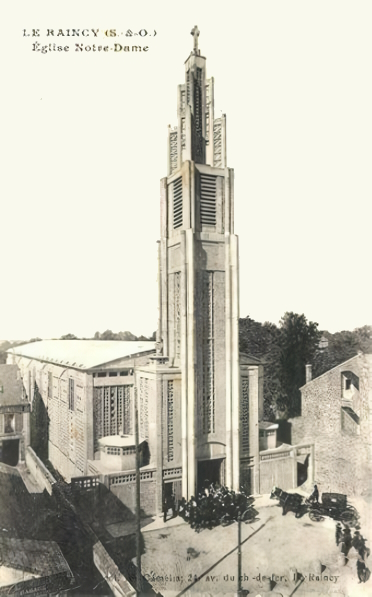
Notre-Dame de Raincy

## Sehenswürdigkeiten
- Die Kirche Notre-Dame du Raincy von Auguste Perret ist eine Stahlbeton- und Glaskonstruktion aus dem Jahr 1923 mit einem der flächenmäßig größten Glasfensterzyklen des 20. Jahrhunderts nach Entwürfen von Marguerite Huré, Maurice Denis und Marie-Alain Couturier. Der Bau war Vorbild für manche Kirchenbauten der folgenden Jahrzehnte und wurde 1966 zum Monument historique erklärt.
- Die Synagoge wurde 1930/31 errichtet.

Siehe auch: Liste der Monuments historiques in Le Raincy

## Städtepartnerschaften
- Finchley, Großbritannien
- Clusone, Italien
- Jawne, Israel

## Persönlichkeiten
- Alexandre Chatrian (1870–1890), Schriftsteller und Bürgermeister
- André-Max Leroy (1892–1978), Nutztierwissenschaftler und erster Präsident der Europäischen Vereinigung für Tierproduktion.
- Maurice Cottenet (1895–1972), französischer Fußballnationalspieler
- Jacques Tréfouël (1897–1977), Chemiker
- Francis Dreyfus (1940–2010), Musikagent, Musikproduzent und -verleger in den Bereichen Jazz, Rock, Pop
- Éric Raoult (* 1955), Politiker (UMP) und Bürgermeister von Le Raincy
- Philippe Vernet (* 1961), Bahnradsportler
- Gilles Welinski (* 1964), Tänzer und Choreograph
- Sébastien Dumez (* 1974), Autorennfahrer
- Sefyu (* 1981), französischer Rapper